# Gerichtsamt Rochlitz
Das Gerichtsamt Rochlitz war in den Jahren zwischen 1856 und 1874 die unterste Verwaltungseinheit und von 1856 bis 1879 nach der Abschaffung der Patrimonialgesetzgebung im Königreich Sachsen Eingangsgericht. Es hatte seinen Amtssitz in der Stadt Rochlitz.

## Geschichte
Nach dem Tod des Königs Friedrich August II. von Sachsen wurde unter dessen Nachfolger König Johann nach dem Vorbild anderer Staaten des Deutschen Bundes die Abschaffung der Patrimonialgesetzgebung verordnet. An die Stelle der bisher im Königreich Sachsen in Stadt und Land vorhandenen Gerichte der untersten Instanz traten die zentral gelegenen Bezirksgerichte und Gerichtsämter in nahezu allen größeren Städten. Die Details der Verwaltungsreform regelten das sächsische Gerichtsverfassungsgesetz vom 11. August 1855 und die Verordnung über die Bildung der Gerichtsbezirke vom 2. September 1856.
Stichtag für das Inkrafttreten der neuen Behördenstruktur im Königreich Sachsen war der 1. Oktober 1856. Das neu gebildete Gerichtsamt Rochlitz unterstand bis 1860 dem Bezirksgericht Rochlitz, anschließend bis 1879 dem Bezirksgericht Mittweida. Aufgelöst wurden das Justizamt Rochlitz, das Stadtgericht Rochlitz (Januar 1856) und die Patrimonialgerichtsbarkeit mehrerer Rittergüter und Pfarrlehen (1845–1856).
Der Sprengel des Gerichtsamt Rochlitz umfasste folgende Ortschaften:
| - Rochlitz - Altzschillen - Arnsdorf bei Geringswalde - Beedeln - Bernsdorf - Biesern - Breitenborn - Carsdorf - Ceesewitz - Corba - Doberenz - Döhlen - Dölitzsch - Fischheim - Gepülzig - Göhren - Göppersdorf bei Wechselburg - Gröblitz - Gröbschütz - Großmilkau - Großstädten - Hartha (Schlotterhartha) - Himmelhartha | - Kleinmilkau - Kleinstädten - Kolkau - Königsfeld mit Haidevorwerk - Köttern - Köttwitzsch - Methau - Meußen - Mutzscheroda - Naundorf - Neudörfchen bei Rochlitz - Neugepülzig mit Winterschenke - Neukönigsfeld - Neumilkau bei Rochlitz - Neutaubenheim - Neuwerder - Nöbeln - Noßwitz - Obergräfenhain - Penna - Poppitz - Pürsten - Rathendorf | - Sachsendorf - Schönfeld - Seebitzschen - Seelitz - Seitenhain - Sörnzig - Spernsdorf - Steudten - Stöbnig - Stollsdorf - Theesdorf - Wechselburg - Weiditz - Weißbach - Wittgendorf - Zaßnitz - Zetteritz - Zettlitz - Zöllnitz - Zschaagwitz - Zschauitz - Rochlitzer Forstrevier |

Nach der Neustrukturierung der Gerichtsorganisation gemäß dem Gesetz über die Organisation der Behörden für die innere Verwaltung vom 21. April 1873 gingen die Verwaltungsbefugnisse der Gerichtsämter mit Wirkung vom 15. Oktober 1874 auf die umgestalteten bzw. neu gebildeten Amtshauptmannschaften über. Seitdem das bisherige königliche Gericht als königliches Gerichtsamt bezeichnet wurde, führte sein Vorstand den Titel Gerichtshauptmann.
Die Verwaltungsaufgaben des Gerichtsamts Rochlitz wurden im Zuge der Neustrukturierung der sächsischen Gerichtsorganisation gemäß dem Gesetz über die Organisation der Behörden für die innere Verwaltung vom 21. April 1873 in die zum 15. Oktober 1874 neugeschaffene Amtshauptmannschaft Rochlitz mit Sitz in der Stadt Rochlitz integriert. Das Gerichtsamt war damit nur noch Gericht, die Trennung der Rechtsprechung von der Verwaltung umgesetzt. 
Mit der Auflösung des Gerichtsamtes Geringswalde zum 15. Oktober 1874 kam der größte Teil dieses Gerichtssprengels zum Rochlitzer Gerichtsamt. Dies waren folgende Ortschaften:
| - Geringswalde - Aitzendorf - Altgeringswalde - Arras - Dittmannsdorf bei Geringswalde, - Hermsdorf bei Geringswalde - Hilmsdorf - Hoiersdorf - Klostergeringswalde - Geringswalder Forstrevier |

Das Gerichtsamt Rochlitz wurde 1879 auf Grund des Gesetzes über die Bestimmungen zur Ausführung des Gerichtsverfassungsgesetzes im Deutschen Reich vom 27. Januar 1877 und des Gesetzes über die Zuständigkeit der Gerichte in Sachen der nichtstreitigen Gerichtsbarkeit vom 1. März 1879 durch das neu gegründete Amtsgericht Rochlitz abgelöst.

## Schriftliche Überlieferung
Die Archivalien des Gerichtsamts Rochlitz werden als Bestand 20105 Gerichtsamt Rochlitz heute im Sächsischen Staatsarchiv – Staatsarchiv Leipzig verwaltet.

## Gerichtsgebäude

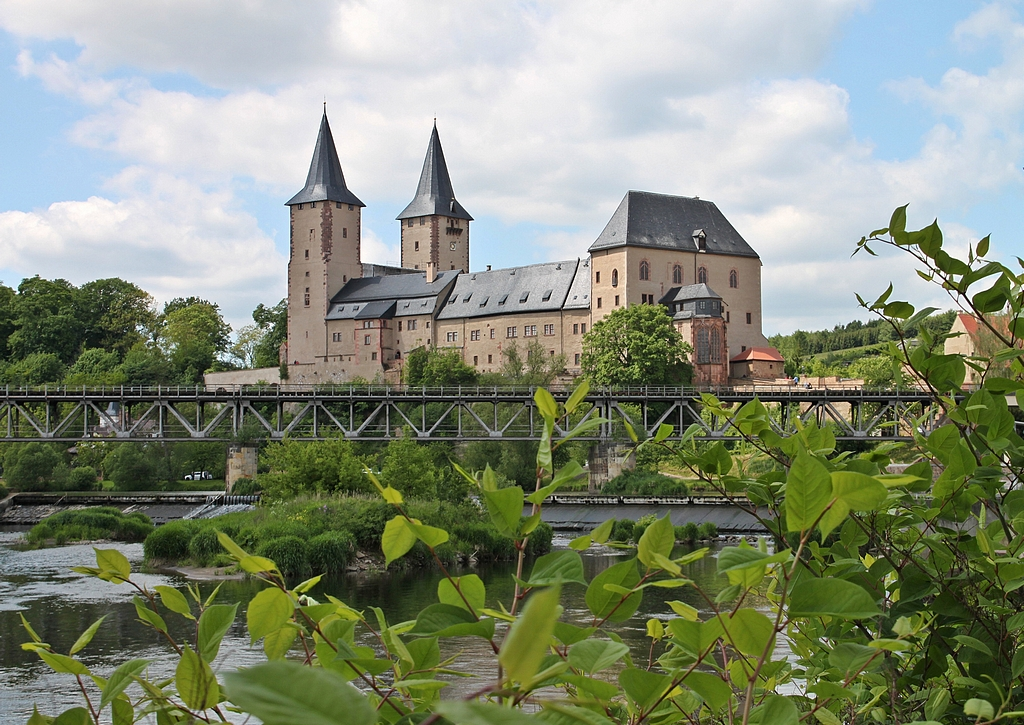
Schloss Rochlitz, Ansicht von Südosten

Als Gerichtsgebäude wurde das Schloss Rochlitz genutzt. Es steht unter Denkmalschutz.

## Richter
Die Leiter des Gerichtsamts trugen den Titel Gerichtsamtmann. Dies waren:
- 1856–1867: Wilhelm Eduard Wimmer (vorher Amtmann beim Justizamt Rochlitz)
- 1867–1879: Karl Ferdinand Wilisch (vorher Gerichtsamtmann beim Gerichtsamt Scheibenberg)

## Weblink
- Eintrag zum Gerichtsamt Rochlitz im Digitalen historischen Ortsverzeichnis von Sachsen